# México en la Copa Mundial de Fútbol de 1994
La Selección de fútbol de México fue una de las 24 selecciones participantes de la Copa Mundial de Fútbol de 1994, realizada en Estados Unidos. Luego de 8 años de ausencia, México regresó a una Copa del mundo tras no haberse clasificado para Italia 1990, luego cumplir la suspensión impuesta por parte de la FIFA debido al caso de Los Cachirules. 
Encuadrado en el «grupo de la muerte» conformado además por tres seleccionados del Viejo Continente, junto a la selección italiana, la selección noruega, y la selección irlandesa. En el primer encuentro fue derrotado 1-0 por Noruega, luego ganó a Irlanda 2-1 y en la última fecha empató 1-1 con Italia. México se consagró líder del reñido grupo E con la misma cantidad de 4 puntos que sus otros adversarios, solo que con mayor cantidad de goles (3). 
Ya en octavos de final, la selección mexicana empató 1-1 en el tiempo reglamentario y fue eliminada en penales por la selección búlgara de Hristo Stoichkov.

## Clasificación

### Segunda ronda
| Equipo                       | Pts | PJ | PG | PE | PP | GF | GC | Dif |
| ---------------------------- | --- | -- | -- | -- | -- | -- | -- | --- |
| México                       | 9   | 6  | 4  | 1  | 1  | 22 | 3  | 19  |
| Honduras                     | 9   | 6  | 4  | 1  | 1  | 14 | 6  | 8   |
| Costa Rica                   | 6   | 6  | 3  | 0  | 3  | 11 | 9  | 2   |
| San Vicente y las Granadinas | 0   | 6  | 0  | 0  | 6  | 0  | 29 | -29 |

| Fecha                   | Lugar            |                              |                                         | Resultado  |                                         |                          |
| ----------------------- | ---------------- | ---------------------------- | --------------------------------------- | ---------- | --------------------------------------- | ------------------------ |
| 8 de noviembre de 1992  | Kingstown        | San Vicente y las Granadinas | Bandera de San Vicente y las Granadinas | 0:4 (0:1)  | Bandera de México                       | México                   |
| 15 de noviembre de 1992 | Ciudad de México | México                       | Bandera de México                       | 2:0 (1:0)  | Bandera de Honduras                     | Honduras                 |
| 22 de noviembre de 1992 | Ciudad de México | México                       | Bandera de México                       | 4:0 (0:0)  | Bandera de Costa Rica                   | Costa Rica               |
| 29 de noviembre de 1992 | San José         | Costa Rica                   | Bandera de Costa Rica                   | 2:0 (0:0)  | Bandera de México                       | México                   |
| 6 de diciembre de 1992  | Ciudad de México | México                       | Bandera de México                       | 11:0 (6:0) | Bandera de San Vicente y las Granadinas | San Vicente y Granadinas |
| 13 de diciembre de 1992 | Tegucigalpa      | Honduras                     | Bandera de Honduras                     | 1:1 (0:0)  | Bandera de México                       | México                   |

### Ronda final
| Equipo      | Pts | PJ | PG | PE | PP | GF | GC | Dif |
| ----------- | --- | -- | -- | -- | -- | -- | -- | --- |
| México      | 10  | 6  | 5  | 0  | 1  | 17 | 5  | 12  |
| Canadá      | 7   | 6  | 3  | 1  | 2  | 10 | 10 | 0   |
| El Salvador | 4   | 6  | 2  | 0  | 4  | 6  | 11 | -5  |
| Honduras    | 3   | 6  | 1  | 1  | 4  | 7  | 14 | -7  |

| Fecha               | Lugar            |             |                        | Resultado |                        |             |
| ------------------- | ---------------- | ----------- | ---------------------- | --------- | ---------------------- | ----------- |
| 4 de abril de 1993  | San Salvador     | El Salvador | Bandera de El Salvador | 2:1 (1:0) | Bandera de México      | México      |
| 11 de abril de 1993 | Ciudad de México | México      | Bandera de México      | 3:0 (1:0) | Bandera de Honduras    | Honduras    |
| 18 de abril de 1993 | Ciudad de México | México      | Bandera de México      | 3:1 (1:0) | Bandera de El Salvador | El Salvador |
| 25 de abril de 1993 | Ciudad de México | México      | Bandera de México      | 4:0 (2:0) | Bandera de Canadá      | Canadá      |
| 2 de mayo de 1993   | Tegucigalpa      | Honduras    | Bandera de Honduras    | 1:4 (0:2) | Bandera de México      | México      |
| 9 de mayo de 1993   | Toronto          | Canadá      | Bandera de Canadá      | 1:2 (1:1) | Bandera de México      | México      |

### Goleadores
| Jugador                 | Goles | PJ |
| ----------------------- | ----- | -- |
| Francisco Uribe         | 7     | 4  |
| Carlos Hermosillo       | 4     | 5  |
| Alberto García Aspe     | 4     | 5  |
| Marcelino Bernal        | 3     | 2  |
| Luis Flores             | 3     | 5  |
| Luis García             | 3     | 5  |
| Ramón Ramírez           | 3     | 6  |
| José Manuel de la Torre | 2     | 4  |
| Hugo Sánchez            | 2     | 5  |
| Luis Roberto Alves      | 2     | 6  |
| Ignacio Ambriz          | 2     | 11 |
| Claudio Suárez          | 2     | 11 |
| Francisco Javier Cruz   | 1     | 1  |

## Jugadores
- Datos corresponden a la situación previa al inicio del torneo[2]

| #  | Nombre                       | Posición      | Edad | PJ Sel | Club                    |
| -- | ---------------------------- | ------------- | ---- | ------ | ----------------------- |
| 1  | Jorge Campos                 | Portero       | 27   | 37     | C. Universidad Nacional |
| 2  | Claudio Suárez               | Defensa       | 25   | 15     | C. Universidad Nacional |
| 3  | Juan de Dios Ramírez Perales | Defensa       | 27   | 21     | C. Universidad Nacional |
| 4  | Ignacio Ambriz               | Defensa       | 29   | 36     | I. D. Necaxa            |
| 5  | Ramón Ramírez                | Defensa       | 24   | 27     | C. Santos Laguna        |
| 6  | Marcelino Bernal             | Mediocampista | 32   | 28     | Deportivo Toluca F. C.  |
| 7  | Carlos Hermosillo            | Delantero     | 29   | 17     | Cruz Azul F. C.         |
| 8  | Alberto García Aspe          | Mediocampista | 27   | 108    | I. D. Necaxa            |
| 9  | Hugo Sánchez                 | Delantero     | 35   | 35     | Rayo Vallecano          |
| 10 | Luis García Postigo          | Delantero     | 25   | 75     | Atlético de Madrid      |
| 11 | Luis Roberto Alves           | Delantero     | 27   | 15     | C. F. América           |
| 12 | Félix Fernández              | Portero       | 27   | 22     | C. F. Atlante           |
| 13 | Juan Carlos Chávez           | Mediocampista | 33   | 18     | Atlas F. C.             |
| 14 | Joaquín del Olmo             | Mediocampista | 25   | 46     | C. D. Veracruz          |
| 15 | Missael Espinoza             | Mediocampista | 29   | 85     | C. D. Guadalajara       |
| 16 | Luis Valdez                  | Mediocampista | 29   | 56     | León F. C.              |
| 17 | Benjamín Galindo             | Mediocampista | 33   | 67     | C. D. Guadalajara       |
| 18 | José Luis Salgado            | Defensa       | 28   | 14     | Tecos de la UAG         |
| 19 | Luis Miguel Salvador         | Delantero     | 26   | 5      | C. F. Atlante           |
| 20 | Jorge Rodríguez Esquivel     | Mediocampista | 26   | 8      | Deportivo Toluca F. C.  |
| 21 | Raúl Gutiérrez               | Defensa       | 27   | 49     | C. F. Atlante           |
| 22 | Adrián Chávez                | Portero       | 32   | 13     | C. F. América           |
| DT | Miguel Mejía Barón           |               |      |        |                         |

## Participación

### Primera fase
| Equipo  | Pts | PJ | PG | PE | PP | GF | GC | Dif |
| ------- | --- | -- | -- | -- | -- | -- | -- | --- |
| México  | 4   | 3  | 1  | 1  | 1  | 3  | 3  | 0   |
| Irlanda | 4   | 3  | 1  | 1  | 1  | 2  | 2  | 0   |
| Italia  | 4   | 3  | 1  | 1  | 1  | 2  | 2  | 0   |
| Noruega | 4   | 3  | 1  | 1  | 1  | 1  | 1  | 0   |

| 19 de junio de 1994, 16:00 | Noruega    | 1:0 (0:0) | México | RFK Memorial Stadium, Washington                        |                                                         |
|                            | Rekdal 84' | Reporte   |        | Asistencia: 52 395 espectadores Árbitro(s): Sándor Puhl | Asistencia: 52 395 espectadores Árbitro(s): Sándor Puhl |

| 24 de junio de 1994, 12:30 | México         | 2:1 (1:0) | Irlanda      | Citrus Bowl, Orlando                                           |                                                                |
|                            | García 42' 65' | Reporte   | Aldridge 84' | Asistencia: 60 790 espectadores Árbitro(s): Kurt Röthlisberger | Asistencia: 60 790 espectadores Árbitro(s): Kurt Röthlisberger |

| 28 de junio de 1994, 12:30 | Italia      | 1:1 (0:0) | México     | RFK Memorial Stadium, Washington                               |                                                                |
|                            | Massaro 48' | Reporte   | Bernal 57' | Asistencia: 52 535 espectadores Árbitro(s): Francisco Lamolina | Asistencia: 52 535 espectadores Árbitro(s): Francisco Lamolina |

### Octavos de final
| 5 de julio de 1994, 16:30 | México                                    | 1:1 (t. s.)(1:3 p.)        | Bulgaria                                  | Giants Stadium, Nueva York                                  |                                                             |
|                           | García Aspe 18' (pen.)                    | Reporte                    | Stoichkov 6'                              | Asistencia: 71 030 espectadores Árbitro(s): Jamal Al Sharif | Asistencia: 71 030 espectadores Árbitro(s): Jamal Al Sharif |
|                           |                                           | Tiros desde el punto penal |                                           |                                                             |                                                             |
|                           | García Aspe · Bernal · Rodríguez · Suárez |                            | Balakov · Guenchev · Borimirov · Letchkov |                                                             |                                                             |

## Estadísticas
| Equipo | Equipo         | Pts | PJ | PG | PE | PP | GF | GC | Dif | Rend  |
| ------ | -------------- | --- | -- | -- | -- | -- | -- | -- | --- | ----- |
| 12     | Arabia Saudita | 6   | 4  | 2  | 0  | 2  | 5  | 6  | -1  | 50.0% |
| 13     | México         | 5   | 4  | 1  | 2  | 1  | 4  | 4  | 0   | 41.7% |
| 14     | Estados Unidos | 4   | 4  | 1  | 1  | 2  | 3  | 4  | -1  | 33.3% |

### Goleadores y asistencias
| Jugador             | Anotado | A. | Min. |
| ------------------- | ------- | -- | ---- |
| Luis García Postigo | 2       | 3  | 312  |
| Marcelino Bernal    | 1       | 0  | 289  |
| Alberto García Aspe | 1       | 2  | 270  |